# Invisible Touch
Invisible Touch – album studyjny zespołu Genesis wydany w 1986 roku.

## Utwory
| 1. | Invisible Touch (słowa: Phil Collins)                                                                             | 3:27  |
|    | |       |
| 2. | Tonight, Tonight, Tonight (słowa: Phil Collins)                                                                   | 8:53  |
|    | |       |
| 3. | Land of Confusion (słowa: Mike Rutherford)                                                                        | 4:45  |
|    | |       |
| 4. | In Too Deep (słowa: Phil Collins)                                                                                 | 4:58  |
|    | |       |
| 5. | Anything She Does (słowa: Tony Banks)                                                                             | 4:07  |
|    | |       |
| 6. | Domino * Part One – In the Glow of the Night (słowa: Tony Banks) * Part Two – The Last Domino (słowa: Tony Banks) | 10:42 |
|    | |       |
| 7. | Throwing It All Away (słowa: Mike Rutherford)                                                                     | 3:49  |
|    | |       |
| 8. | The Brazilian (instrumentalne)                                                                                    | 4:49  |
|    | |       |
|    | | 45:30 |
|    | |       |

## Twórcy
- Tony Banks – instrumenty klawiszowe
- Phil Collins – śpiew, perkusja, instrumenty perkusyjne
- Mike Rutherford – gitara basowa, gitara,